# 古賀一成
古賀 一成（こが いっせい、1947年7月30日 - ）は、日本の政治家。民主党所属の元衆議院議員（7期）。衆議院国家基本政策委員長、衆議院東日本大震災復興特別委員長、衆議院国土交通委員長、衆議院科学技術委員長を歴任。
父は柳川市長を5期務めた古賀杉夫。

## 来歴
福岡県柳川市生まれ。福岡学芸大学久留米附属中学校、福岡県立明善高等学校、東京大学法学部法律学科卒業。
1971年、東大卒業後の4月に建設省（現国土交通省）に入省した。本省での勤務や外務省、静岡県警察本部、福岡県への出向を経験する。1988年、建設省を退官。
1990年、第39回衆議院議員総選挙で前年に死去した元国土庁長官・山崎平八郎の後継者として旧福岡3区から自由民主党公認で初出馬し、初当選した。当時、旧福岡3区からは同じ古賀姓の議員が他に2人（古賀正浩、古賀誠）出ており、それも自民党候補として議席を争う構図であったため、「三古賀」の戦いと呼ばれたが、三人とも選出された。当選後は安倍派に所属し、三六戦争後は加藤六月が率いる政眞会に属する。
1993年の第40回衆議院議員総選挙で再選した後、自民党を離党。しかし、加藤六月も結党に加わった新生党には参加せず、無所属のまま細川内閣で経済企画政務次官に就任する（無所属議員の政務次官就任は史上初）。続く羽田内閣でも再任され、PL法の成立に携わった。
1994年に新生党に入党し、同年末の新進党の結党にも参加する。小選挙区比例代表並立制導入後初めて実施された1996年の第41回衆議院議員総選挙では、古賀正浩、古賀一成のいずれもが新進党に所属していたため選挙区の住み分けが行われ、古賀正浩が福岡6区、古賀一成が比例九州ブロック単独で出馬し、共に当選した。
1997年末の新進党解党後は鹿野道彦を代表とする国民の声に所属し、民政党を経て民主党に合流。
2000年の第42回衆議院議員総選挙では民主党公認で福岡6区から出馬するも、自民党に復党していた古賀正浩に敗れ、比例復活により4選。
2002年、古賀正浩が死去。古賀の死去を受けて実施された福岡6区の補欠選挙に出馬の意向を表明する。出馬に際し、議員辞職願を衆議院議長の綿貫民輔に提出したが受理されず、結局立候補時に自動失職する（古賀の辞職により、比例九州ブロック次点の米沢隆が繰り上げ当選）。古賀の補選出馬は、比例復活で当選した衆議院議員が辞職し、補欠選挙に立候補した初めての例である（後に民主党の木下厚、自民党の町村信孝らも同様に一旦議員辞職した上で補選に出馬した）。しかし、補選では自民党の荒巻隆三に敗れ、落選した。
2003年の第43回衆議院議員総選挙では、初めて福岡6区で当選し、国政に復帰した。
2005年の第44回衆議院議員総選挙では、東京18区から国替えしてきた、古賀の東大時代の同級生である元労働大臣の鳩山邦夫に敗れ、比例復活により6選。なお、福岡6区には鳩山の母方の祖父の出身地が含まれる。
2008年、民主党両院議員総会長に就任した。
2009年の第45回衆議院議員総選挙では民主党は圧勝したものの、古賀は福岡6区で、総務大臣を辞任したばかりの鳩山邦夫に再び敗れ、比例復活により辛勝した。なお前回の総選挙に比べ票差は縮めたものの、鳩山も得票数を数千票上乗せしている。同年11月、民主党福岡県連代表に就任。
同年12月24日、後援会連合会が解散を決議した。総選挙後の古賀の支援者に対する対応や久留米市長選への取り組みなどについて組織内に不満が募ったことが原因とされる。この後援会連合会の解散報道を受け、支持者からの問い合わせが相次ぎ、また古賀も「反省したい」として2010年1月17日に新年懇談会を開き、支持者に対し後援会の再構築の決意を表明した。
2010年10月、衆議院国土交通委員長に就任。
同年10月、4期目の福岡県知事・麻生渡が翌年4月の福岡県知事選挙に出馬せず退任する意向を表明し、当時民主党福岡県連代表だった古賀一成が福岡県連内の候補者選考委員会の委員長に就任する。当初、福岡県連では元官僚や大学教授ら4人が候補に挙がったが、11月に入ってから古賀自らが立候補に意欲を見せる。しかし、行司役でありながら出馬に意欲を見せる古賀に対して民主党幹事長の岡田克也らが難色を示し、古賀は候補者選考委員会の委員長を辞任。この時点でもまだ立候補の意向は撤回していなかったが、結局出馬の意向そのものを撤回した。
2011年8月、民主党代表選挙において中央選挙管理委員長を務める。同年9月、衆議院東日本大震災復興特別委員長に就任。
2012年10月、衆議院国家基本政策委員長に就任。同年11月14日、臨時国会初の党首討論で議事進行を務めた。この党首討論では、内閣総理大臣の野田佳彦が、自由民主党総裁の安倍晋三による質疑の中で衆議院解散の時期を「明後日、11月16日」と明言した異例のものとなった。同月16日、その言葉通り衆議院解散が行われた。
同年12月の第46回衆議院議員総選挙では、福岡6区で鳩山邦夫に敗れ、比例復活もならず落選した。
2017年秋の叙勲で旭日重光章を受章。

## 政策
- 選択的夫婦別姓制度導入に賛同[8]。

## 人物
- 女優・エッセイストの檀ふみ、エッセイストの檀太郎は遠縁に当たる。
- 静岡県警察交通企画課長だった1977年、当時人気絶頂のピンク・レディーを交通安全キャンペーンのイメージキャラクターに起用した。なお、この企画に関わったグラフィックデザイナーの河北秀也は、古賀の福岡学芸大学久留米附属中学校時代の同級生である。
- 福岡県に出向中、日中親善事業「日中友好の翼」を企画した。
- 2008年に民主党政策調査会下の党の正式機関として発足した民主党新時代娯楽産業健全育成プロジェクトチームにおいて座長を務める。
- 日中国会議員書画展へ書画を提供している[9]。
- 寿司、焼肉が好物。

## 所属団体・議員連盟
- 有明海の再生を考える議員の会（会長）
- 海事振興連盟
- 活字文化議員連盟
- 国際観光産業振興議員連盟（会長）
- 子どもの未来を考える議員連盟
- 衆議院日本・モンゴル友好議員連盟（会長代行）
- 棚田振興議員連盟
- 中小企業を考える議員連盟
- 日中友好議員連盟
- 日本・宇宙議員連盟
- 日本・ニュージーランド議員連盟（会長代行）
- 日仏友好議員連盟
- 民主党行政書士制度推進議員連盟
- 民主党娯楽産業健全育成研究会（会長）
- 民主党知的財産制度改革推進議員連盟
- 有機農業推進議員連盟
- 民主党戦後処理プロジェクト･チーム 第二次大戦時の連合国捕虜問題と取り組む小委員会（副委員長）[10]。
- 日韓トンネル研究会（顧問）
- 日本文字文化機構（旧文字文化研究所（顧問）